# ليزلي هوارث
ليزلي هوارث (بالإنجليزية: Lesley Howarth)‏ هي كاتبة للأطفال وكاتِبة بريطانية، ولدت في 29 ديسمبر 1952.